# Pakse
Pakse ili Pakxe (francuski Paksé; laoski ປາກເຊ "Ušće rijeke Se") je glavni i najnapučeniji grad južne provincije Champasak. Sa svojih 119.848 stanovnika treći je grad po broju stanovnika u Laosu. Nalazi se na ušću rijeke Xe Don u Mekong. Do ujedinjenja s ostatkom Laosa bio je glavni grad Kraljevstva Champasak.

## Povijest
Grad su 1905. godine utemeljili francuzi kao administrativno središte, bio je glavni grad laoskog Kraljevstva Champasak dok ono nije 1946. ušlo u sastav Kraljevstva Laos. Tijekom Francusko-Tajlandskog rata francuzi su predali upravu Paksea tajlandskim vlastima. Grad je bio sjedište princa Boun Ouma, bitne osobe Laoškog građanskog rata. Izgradio je Palaču Champasak, ali je prije njena dovršenja pobjegao. U svibnju 1975. grad su zauzele snage Pathet Laoa. Od 1975. Pakse postaje gospodarsko središte na regionalnoj razini. Izgradnjom mosta preko rijeke Mekong i povezivanjem s tajlandskom pokrajinom Ubon Ratchathani grad se povezao sa susjednim zemljama. 

## Stanovništvo
U Pakseu žive mnogi stanovnici kineskog i vijetnamskog porijekla.

## Vjeroispovijesti
U gradu prevladava budistička vjera, a postoji i katolička crkva.

## Kultura
U gradu se nalazi Muzej Champasaka u kojem se čuvaju povijesno važne isprave.

## Turizam
Pakse je u proteklom desetljeću udvostručio broj turističkih dolazaka s 53.000 2002. godine na 111.000 2008. godine. U blizini grada se nalazi Zračna luka Pakse.